# Raab (priimek)
Raab je priimek več oseb:
- Alojz Raab, češki knjigovez
- Dominic Raab, britanski politik
- Kurt Raab, nemški igralec
- Stefan Raab, nemški komik